# イースト・ミッドランズ
イースト・ミッドランズ（East Midlands、日本語: ミッドランド東部）は、イングランドを構成する9つのリージョン（地域）の一つ。

## 下位の地方区分
1. ダービーシャー
2. ダービー（単一自治体）
3. ノッティンガムシャー
4. ノッティンガム（単一自治体）
5. リンカンシャー
6. レスターシャー
7. レスター（単一自治体）
8. ラトランド
9. ノーサンプトンシャー

## 関連記事
- ミッドランズ (イギリス)